# Władysław Dobrowolski
Władysław Dobrowolski (Będzin, 2 gennaio 1896 – Varsavia, 25 febbraio 1969) è stato uno schermidore polacco, vincitore di una medaglia di bronzo nella scherma ai giochi olimpici.